# Meromacrus niger
Meromacrus niger är en tvåvingeart som beskrevs av Sack 1920. Meromacrus niger ingår i släktet Meromacrus och familjen blomflugor. Inga underarter finns listade i Catalogue of Life.